# Fatos Beqiraj
Fatos Besim Bećiraj lub Beqiraj (czarnog.: Фатос Бећирај, alb.: Fatos Besim Beqiraj; ur. 5 maja 1988 w Peciu) – czarnogórski piłkarz albańskiego pochodzenia występujący na pozycji napastnika w kazachskim klubie FK Astana oraz reprezentacji Czarnogóry.

## Życiorys

### Kariera klubowa
Rozpoczął swoją karierę w kosowskim klubie KF Shqiponja, jednakże w wieku 17 lat opuścił tę drużynę na rzecz lokalnego rywala, KF Besa Peć. 1 stycznia 2008, po sześciu miesiącach gry w KF Besa Peć, opuścił Superliga e Kosovës i przeniósł się do czarnogórskiego klubu FK Budućnost Podgorica z Prva crnogorska fudbalska liga.
1 sierpnia 2010 Beqiraja zakupił chorwacki klub Dinamo Zagrzeb z Prva hrvatska nogometna liga, a kwota odstępnego wyniosła 650 tys. euro.
1 stycznia 2014 przeszedł do chińskiego klubu Changchun Yatai z Chinese Super League, za kwotę odstępnego wynoszącą 1 mln euro. w którym rozegrał jeden sezon, zajmując z zespołem trzynaste miejsce w lidze.
W styczniu 2015 podpisał dwuletni kontrakt z białoruskim Dynama Mińsk z Wyszejszaja liha.
18 lutego 2016 potwierdzono jego transfer do rosyjskiego Dinamo Moskwa z Priemjer-Liga.
12 stycznia 2018 przeszedł do belgijskiego KV Mechelen z Eerste klasse A.
7 września 2018 podpisał kontrakt obowiązujący do 30 czerwca 2020, z izraelskim klubem Maccabi Netanja, występującym w Ligat ha’Al. Jeszcze przed końcem obowiązującego kontraktu, bo 7 czerwca 2020 poprosił o opuszczenie klubu.
24 lipca 2020 podpisał kontrakt do czerwca 2022, z występującą w Ekstraklasie, Wisłą Kraków.
11 lutego 2021, w ostatnich godzinach okna transferowego, został wypożyczony do Bene Jehudy.

### Kariera reprezentacyjna
Był reprezentantem Czarnogóry w kategorii wiekowej U-21 (2008-2010).
28 marca 2009 Beqiraj zadebiutował w seniorskiej reprezentacji Czarnogóry na stadionie Pod Goricom podczas eliminacji strefy UEFA do Mistrzostw Świata 2010 w przegranym 0:2 spotkaniu przeciwko reprezentacji Włoch. W 71. minucie tego spotkania zmienił na boisku Radomira Đalovicia.

## Statystyki
| Klub                | Sezon              | Liga                 | Liga    | Liga   | Puchary krajowe | Puchary krajowe | Puchary kontynentalne | Puchary kontynentalne | Łącznie | Łącznie |
| Klub                | Sezon              | Poziom               | Występy | Bramki | Występy         | Bramki          | Występy               | Bramki                | Występy | Bramki  |
| ------------------- | ------------------ | -------------------- | ------- | ------ | --------------- | --------------- | --------------------- | --------------------- | ------- | ------- |
| Budućnost Podgorica | 2007/08            | 1. CFL               | 15      | 9      | –               | –               | –                     | –                     | 15      | 9       |
| Budućnost Podgorica | 2008/09            | 1. CFL               | 32      | 18     | –               | –               | 2                     | 2                     | 34      | 20      |
| Budućnost Podgorica | 2009/10            | 1. CFL               | 30      | 10     | –               | –               | 2                     | 0                     | 32      | 10      |
| Budućnost Podgorica | 2010/11            | 1. CFL               | 4       | 2      | –               | –               | 4                     | 2                     | 8       | 4       |
| Budućnost Podgorica | Łącznie            | Łącznie              | 81      | 39     | –               | –               | 8                     | 4                     | 89      | 43      |
| Dinamo Zagrzeb      | 2010/11            | 1. HNL               | 22      | 8      | 6               | 6               | 6                     | 0                     | 34      | 14      |
| Dinamo Zagrzeb      | 2011/12            | 1. HNL               | 28      | 15     | 5               | 1               | 12                    | 2                     | 45      | 18      |
| Dinamo Zagrzeb      | 2012/13            | 1. HNL               | 27      | 4      | 1               | 1               | 10                    | 2                     | 38      | 7       |
| Dinamo Zagrzeb      | 2013/14            | 1. HNL               | 13      | 3      | 3               | 2               | 4                     | 2                     | 20      | 7       |
| Dinamo Zagrzeb      | Łącznie            | Łącznie              | 90      | 30     | 15              | 10              | 32                    | 6                     | 137     | 46      |
| Changchun Yatai     | 2014               | Chinese Super League | 28      | 7      | –               | –               | –                     | –                     | 28      | 7       |
| Dynama Mińsk        | 2015               | Wyszejszaja liha     | 23      | 9      | 7               | 6               | 12                    | 4                     | 42      | 19      |
| Dinamo Moskwa       | 2015/16            | Priemjer-Liga        | 12      | 2      | 1               | 0               | –                     | –                     | 17      | 2       |
| Dinamo Moskwa       | 2016/17            | FNL                  | 30      | 9      | 3               | 1               | –                     | –                     | 33      | 10      |
| Dinamo Moskwa       | 2017/18            | Priemjer-Liga        | 18      | 2      | 0               | 0               | –                     | –                     | 18      | 2       |
| Dinamo Moskwa       | Łącznie            | Łącznie              | 60      | 13     | 4               | 1               | –                     | –                     | 64      | 14      |
| KV Mechelen         | 2017/18            | Eerste klasse A      | 4       | 0      | 0               | 0               | 0                     | 0                     | 4       | 0       |
| Maccabi Netanja     | 2018/19            | Ligat ha’Al          | 30      | 13     | 3               | 2               | 0                     | 0                     | 33      | 15      |
| Maccabi Netanja     | 2019/20            | Ligat ha’Al          | 24      | 7      | 6               | 1               | 0                     | 0                     | 30      | 8       |
| Maccabi Netanja     | Łącznie            | Łącznie              | 54      | 20     | 9               | 3               | 0                     | 0                     | 63      | 23      |
| Wisła Kraków        | 2020/21            | Ekstraklasa          | 10      | 0      | 1               | 0               | –                     | –                     | 11      | 0       |
| Bene Jehuda (wyp.)  | 2020/21            | Ligat ha’Al          | 1       | 0      | 0               | 0               | –                     | –                     | 1       | 0       |
| Łącznie w karierze  | Łącznie w karierze | Łącznie w karierze   | 351     | 118    | 36              | 20              | 52                    | 14                    | 439     | 152     |

## Sukcesy

### Klubowe
FK Budućnost Podgorica
- Mistrz Czarnogóry (1x): 2007/2008
- Wicemistrz Czarnogóry (2x): 2008/2009, 2009/2010
- Finalista Pucharu Czarnogóry (1x): 2009/2010

Dinamo Zagrzeb
- Mistrz Chorwacji (4x): 2010/2011, 2011/2012, 2012/2013, 2013/2014
- Zdobywca Pucharu Chorwacji (2x): 2010/2011, 2011/2012
- Zdobywca Superpucharu Chorwacji (1x): 2013/2014

Dynama Mińsk
- Wicemistrz Białorusi (1x): 2015

Dinamo Moskwa
- Mistrz FNL (1x): 2016/2017

Maccabi Netanja
- Finalista Pucharu Izraela (1x): 2018/2019

### Indywidualne
- Król strzelców 1. CFL (1x): 2008/2009 - 18 goli
- Król strzelców Pucharu Chorwacji (1x): 2010/2011 - 10 goli
- Król strzelców 1. HNL (1x): 2011/2012 - 15 goli